# Stand Up and Fight (album de Turisas)
Pour les articles homonymes, voir Stand Up and Fight.
Albums de Turisas
The Varangian Way
(2007) Turisas2013
(2013)
Stand Up And Fight est le troisième album du groupe de metal finlandais Turisas.

## Liste des titres
1. The March Of The Varangian Guard (3:51)
2. Take The Day! (5:26)
3. Hunting Pirates (3:43)
4. βένετοι! - πράσινοι! (3:49)
5. Stand Up And Fight (5:27)
6. The Great Escape (4:51)
7. Fear The Fear (6:14)
8. End Of An Empire (7:16)
9. The Bosphorus Freezes Over (5:37)

## Dates de sortie
- Finlande et Japon: 23 février, 2011
- Allemagne, Autriche et Suisse: 25 février, 2011
- Reste de l'Europe: 28 février, 2011
- Australie et Nouvelle-Zélande: 4 mars, 2011
- Amérique du Nord: 8 mars, 2011.